# Хаттесен, Ханс
Ханс Хенрик Хаттесен (дат. Hans Henrik Hattesen; род. 12 мая 1958, Копенгаген) — датский гандболист, полевой игрок. Участник летних Олимпийских игр 1980 и 1984 годов.

## Биография
Ханс Хаттесен родился 12 мая 1958 года в датском городе Копенгаген.
Играл в гандбол в чемпионате Дании за «Вирум-Соргенфри».
В 1980 году вошёл в состав сборной Дании по гандболу на летних Олимпийских играх в Москве, занявшей 9-е место. Играл в поле, провёл 5 матчей, забросил 7 мячей (по два в ворота сборных ГДР и Алжира, по одному — Кубе, Испании и Венгрии).
В 1984 году вошёл в состав сборной Дании по гандболу на летних Олимпийских играх в Лос-Анджелесе, занявшей 4-е место. Играл в поле, провёл 6 матчей, забросил 14 мячей (пять в ворота сборной Южной Кореи, четыре — ФРГ, три — Испании, по одному — США и Швеции).